# ウィラコチャ

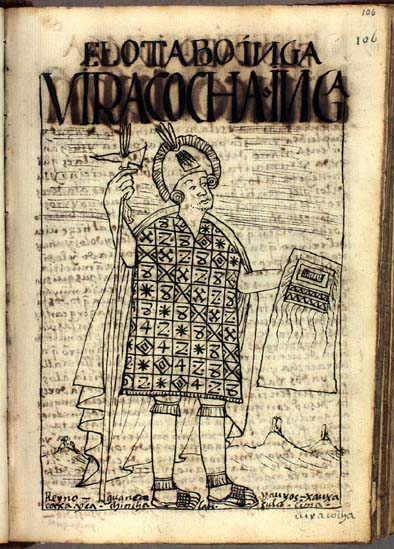
ウィラコチャ

ウィラコチャ（西: Huiracocha、ケチュア語: Wiraqucha、生没年不詳、在位1410年頃～1438年）またはビラコチャ(西: Viracocha)は、クスコ王国の8代サパ・インカ（皇帝）（上王朝3代目）である。父は7代サパ・インカであるヤワル・ワカ、王妃はルントゥ・カヤ、子にウルコ、9代パチャクテクがいる。
初名はハトゥン・トゥパックかリパックと見られている。祭政一致の皇帝として神インティの別名ビラコチャにちなんで改名した。
彼は自らの民とチャンカ族（クスコの西にある現アプリマク県に居住していた）との最終戦に関係したらしいが、年代記作者の記述は、彼が英雄であったとするものと臆病であったとするものに分かれている。『インカ皇統記』の著者インカ・ガルシラーソ・デ・ラ・ベーガなどによると、ウィラコチャの父ヤワル・ワカはチャンカ族から攻撃されたときに首都を放棄したが、ウィラコチャは敵を打ち負かしクスコを救ったという。しかしこのような記述は少数派であり、『ペルー年代記』の作者シエサ・デ・レオンやホアン・デ・ベタンソスなど多数の年代記作者は、ウィラコチャがクスコを放棄し、彼の息子パチャクテクが救国の英雄だとしている。
年代記作者サルミエント・デ・ガンボアの記述によると、それまでのサパ・インカは周辺部族を襲撃し略奪するだけで満足していたが、ウィラコチャは征服した領土を統治した最初のインカ人だという。